# Gloire (Jouve)
Gloire est un recueil de poèmes de Pierre Jean Jouve qui a connu plusieurs éditions (de 1940 à 1944) avant d'être intégré dans La Vierge de Paris (1946)
- Les grands poèmes de Gloire sont à l'origine de la considération de Jouve par ses contemporains comme "témoin" et "prophète" annonçant la guerre. En 1947, Jean Paulhan et Dominique Aury écrivaient : "Ses poèmes Kyrie, Résurrection des Morts et A la France ont laissé pressentir la catastrophe".
- Tancrède est une paraphrase du Combat de Tancrède et Clorinde d'après Le Tasse et Monteverdi qui nous montre la pulsion de mort à l'œuvre aussi bien chez les individus que chez les peuples qui vont se livrer à la guerre.
- Résurrection des Morts, La Chute du Ciel et Catacombes sont des poèmes apocalyptiques. Résurrection des Morts était d'abord paru en juin 1939 chez Guy Levis Mano. Certains vers de La Chute du Ciel (section datée de 1939) sont explicitement anti-nazis : " Malheur / A la casquette noire à l'œil ensanglanté / A la bouche d'écume / Du Satan de Berlin lui qui fut désigné / Par Dieu pour écraser la coupable innocence / Et mourir écrasé / Sous la lance de l'archange au cœur lointain". Ces vers furent partiellement censurés dans les éditions du temps de la guerre.
- En 1944, le volume Gloire 1940 (LUF, Fribourg) regroupe Gloire et Porche à la Nuit des Saints (1941).
- En 1946, Jouve regroupe Gloire 1940 avec deux volumes de poèmes parus en Suisse pendant la guerre, Vers Majeurs et La Vierge de Paris (première forme) pour constituer le volume collectif La Vierge de Paris (deuxième forme).